# 개회나무

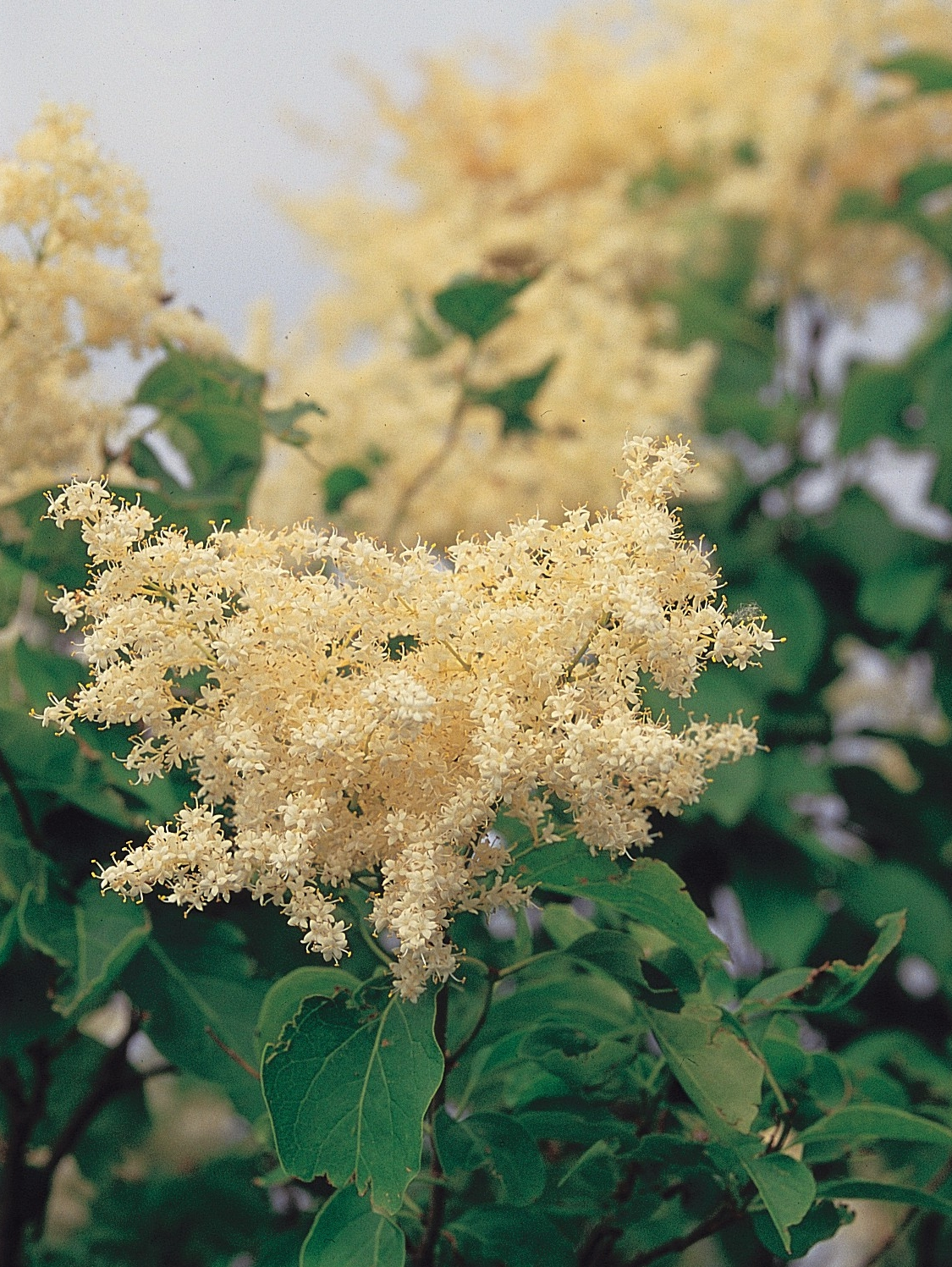

개회나무(Syringa reticulata)는 한국·중국·일본 등지에 분포하는 낙엽소교목이다. 개구름나무·시계나무라고도 한다. 가지는 퍼지고 털이 없으며 어릴 때는 자줏빛이 돈다. 높이는 4m 정도이며 잎은 마주나고 넓은 난형으로 가장자리가 밋밋하다. 꽃은 6월에 백색으로 피고 원추꽃차례가 묵은가지 끝에 붙는다. 꽃의 지름은 5-6mm이고 화관통은 짧으며 2mm 정도로 담황색이다. 수술은 길이 4mm 정도로 화관 밖으로 나온다. 열매는 긴 타원형으로 삭과이며 9-10월에 익는다. 관상용으로도 많이 심는다. 잎 뒷면에 작은 그물맥이 있고 양면, 특히 중륵 기부에 짧은 백색 털이 있으며, 이를 돌개회나무라고 한다. 유사종으로 꽃이삭에 포엽이 달리는 것을 수개회나무, 잎이 긴 타원형이고 양끝이 좁은 것을 긴잎개회나무, 잎 뒷면에 털이 있는 것을 털긴잎개회나무라고 한다.